# TVNorge
TVNorge (tidligere forkortet TVN) er en norsk tv-kanal.
Kanalen har sendt via kabel-tv, satellit og lokale tv-kanaler siden 5. december 1988, og var således den første fuldt kommercielle tv-kanal i Norge. De lokale tv-kanaler distribuerer TVNorges signal i den tid, de ikke selv sender programmer. I Norge kan kanalen ses af 88,9% af befolkningen. Kanalen er den tredjestørste målt på seertal. En relativt stor andel af programmer er amerikansk producerede.
I 1997 købte TV 2 Norge 49,33 procent af aktierne i TVNorge, men solgte dem til den Luxembourg-baserede mediekoncern SBS Broadcasting i 2004. SBS ejer i dag 100% af aktierne i kanalen. 
Den amerikanske datafirma Novell sagsøgte TVNorge i 2003 for at bruge et logo, der mindede for meget om Novells. Selskabet tabte sagen. 